# Địa lý Thanh Hóa
Thanh Hóa là tỉnh nằm ở cực bắc của Trung Bộ, có đường biên giới với Lào và có bờ biển thuộc vịnh Bắc Bộ. Với diện tích lớn so với các tỉnh thành, địa lý Thanh Hóa khá đa dạng, mang nhiều đặc điểm của Bắc Bộ và Bắc Trung Bộ, đồng thời cũng có những nét đặc trưng riêng.

## Vị trí
Theo thiên văn cổ xưa đo đạc năm 1831 (năm Minh Mệnh 10) thì tỉnh Thanh Hóa thuộc về sao Dực và sao Chẩn, tinh thứ sao Thuần Vĩ, mức cao nhất là 19 độ 26 phân, lệch về phía tây 1 độ 40 phân.
Ngày nay, theo số liệu đo đạc hiện đại của cục bản đồ thì Thanh Hóa nằm ở vĩ tuyến 19°18' Bắc đến 20°40' Bắc, kinh tuyến 104°22' Đông đến 106°05' Đông. Phía bắc và tây bắc giáp ba tỉnh: Hòa Bình, Ninh Bình, Sơn La; phía nam và tây nam giáp tỉnh Nghệ An; phía tây giáp tỉnh Hủa Phăn nước Lào với đường biên giới 192 km; phía đông Thanh Hóa mở ra phần giữa của Vịnh Bắc Bộ thuộc Biển Đông với bờ biển dài hơn 102 km. Diện tích tự nhiên của Thanh Hóa là 11.106 km², đứng thứ 5 trong cả nước, chia làm 3 vùng: đồng bằng ven biển, trung du, miền núi. Thanh Hóa có thềm lục địa rộng 18.000 km².

## Địa hình, địa mạo
Nghiêng từ tây bắc xuống đông nam: phía tây bắc, những đồi núi cao trên 1.000 m đến 1.500 m thoải dần, kéo dài và mở rộng về phía đông nam. Đồi núi chiếm 3/4 diện tích của cả tỉnh; tạo tiềm năng lớn về kinh tế lâm nghiệp, dồi dào lâm sản, tài nguyên phong phú.  

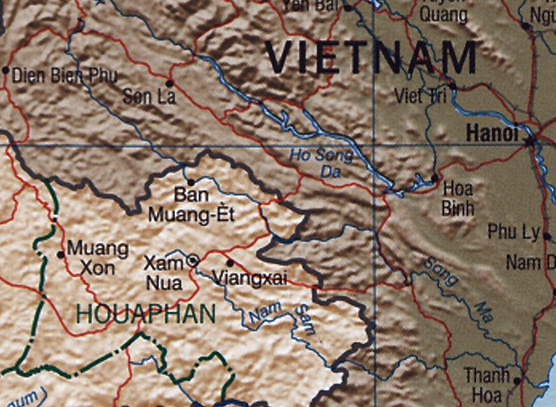
Địa mạo Thanh Hóa trong mối quan hệ với Tây Bắc Bộ

### Vùng miền núi, trung du
Miền núi và trung du chiếm phần lớn diện tích của Thanh Hóa bao gồm 11 huyện: Như Xuân, Như Thanh, Thường Xuân, Lang Chánh, Bá Thước, Quan Hóa, Quan Sơn, Mường Lát, Ngọc Lặc, Cẩm Thủy và Thạch Thành chiếm 2/3 diện tích của tỉnh. Riêng miền đồi trung du chiếm một diện tích hẹp và bị xé lẻ, không liên tục, không rõ nét như ở Bắc Bộ. Do đó nhiều nhà nghiên cứu đã không tách miền đồi trung du của Thanh Hóa thành một bộ phận địa hình riêng biệt mà coi các đồi núi thấp là một phần không tách rời của miền núi nói chung.
Vùng đồi thấp phía Đông đất đai màu mỡ, có quốc lộ 15 chạy từ bắc xuống nam, có quốc lộ 45, 47 và 217 nối với TP Thanh Hóa.
Vùng đồi núi phía tây có khí hậu mát, lượng mưa lớn nên có nguồn lâm sản dồi dào, lại có tiềm năng thủy điện lớn, trong đó sông Chu và các phụ lưu có nhiều điều kiện thuận lợi để xây dựng các nhà máy thủy điện. Các quốc lộ 45, 47, 217 nối vùng này với vùng đồi thấp phía Đông và đồng bằng.
Miền đồi núi phía Nam chủ yếu là đồi núi thấp. Đất đai ở đây màu mỡ, thuận lợi trong việc phát triển cây công nghiệp, lâm nghiệp, cây đặc sản và có Vườn quốc gia Bến En (thuộc hai huyện Như Thanh và Như Xuân), có rừng phát triển tốt, với nhiều gỗ quý, thú quý. Quốc lộ 1, 15 và đường tỉnh 512 là các trục giao thông chính.

### Vùng đồng bằng
Vùng đồng bằng của Thanh Hóa (đồng bằng sông Mã) là đồng bằng lớn nhất của miền Trung và thứ ba của cả nước. Đồng bằng Thanh Hóa diện tích bằng 1/2 diện tích của các đồng bằng Trung Bộ cộng lại, tức khoảng 3000 km². Vùng này bao gồm các địa phương sau: thành phố Thanh Hóa, thị xã Bỉm Sơn, các huyện Đông Sơn, Hà Trung, Nông Cống, Thiệu Hóa, Thọ Xuân, Triệu Sơn, Vĩnh Lộc và Yên Định.

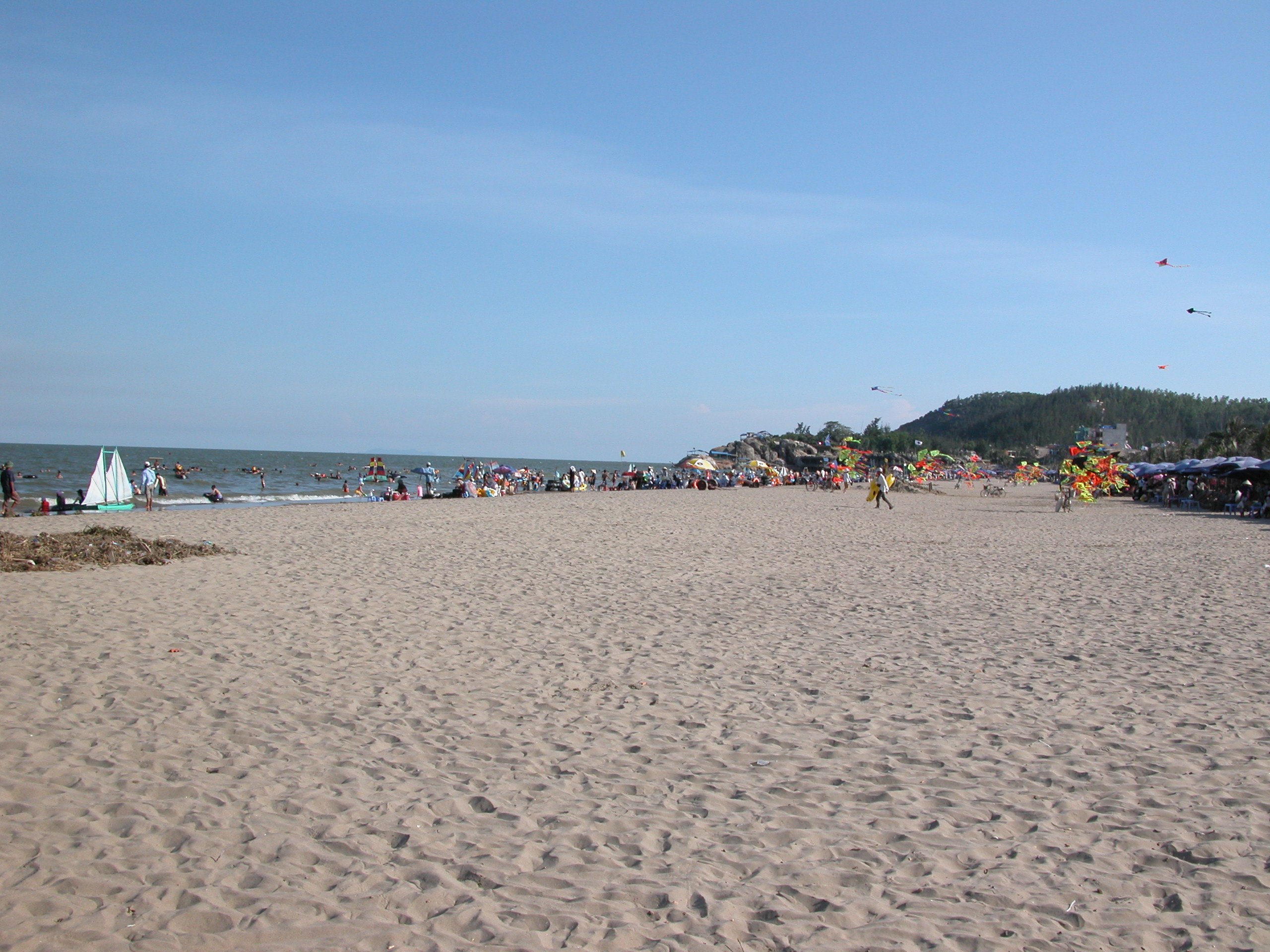
Bãi biển Sầm Sơn

Đồng bằng Thanh Hóa có đầy đủ tính chất của một đồng bằng châu thổ, do phù sa các hệ thống sông Mã, sông Yên, sông Hoạt bồi đắp. Điểm đồng bằng thấp nhất so với mực nước biển là 1m.
Quốc lộ 1 chạy dọc vùng đồng bằng từ bắc xuống nam. Đường sắt Bắc - Nam qua đây với các ga Bỉm Sơn, Đò Lèn, Thanh Hóa, Yên Thái, Minh Khôi và Thị Long.

### Vùng ven biển
Gồm 6 huyện, thành phố, thị xã từ Nga Sơn, Hậu Lộc, Hoằng Hóa, Sầm Sơn, Quảng Xương đến Nghi Sơn, chạy dọc theo bờ biển gồm vùng sình lầy ở Nga Sơn và các cửa sông Hoạt, sông Mã, sông Yên và sông Lạch Bạng. Bờ biển dài, tương đối bằng phẳng, có bãi tắm nổi tiếng Sầm Sơn, có những vùng đất đai rộng lớn thuận lợi cho việc lấn biển, nuôi trồng thủy sản, phân bố các khu dịch vụ, khu công nghiệp, phát triển kinh tế biển (ở Nga Sơn, Nam Sầm Sơn, Nghi Sơn). Hai tuyến đường bộ chính ở đây là quốc lộ 10 ở các huyện phía bắc và Quốc lộ 1, quốc lộ 45, 47 ở phía nam. Đường sắt Bắc Nam đi qua phía Bắc và phía Nam vùng với bốn ga Nghĩa Trang ở Hoằng Hóa và Văn Trai, Khoa Trường, Trường Lâm ở Nghi Sơn.

## Khí tượng, thủy văn
Nằm trong vùng đồng bằng ven biển Bắc Bộ, hàng năm có 3 mùa gió:
1. Gió Bắc (còn gọi là gió bấc): Không khí lạnh từ áp cao Serbia về, qua Trung Quốc thổi vào
2. Gió Tây Nam: Từ vịnh Bengal qua Thái Lan, Lào thổi vào, gió rất nóng nên gọi là gió Lào hay gió Tây Nam
3. Gió Đông Nam (còn gọi là gió nồm): thổi từ biển vào đem theo khí mát mẻ.

- Mùa nóng: Bắt đầu từ cuối mùa xuân đến giữa mùa thu, mùa này nắng, mưa nhiều thường hay có lụt, bão, hạn hán, gặp những ngày có gió Lào nhiệt độ lên tới 39-40 °C
- Mùa lạnh: Bắt đầu từ giữa mùa thu đến hết mùa xuân năm sau. Mùa này xuất hiện gió mùa đông bắc, lại mưa ít; đầu mùa thường hanh khô. Nhưng do vị trí địa lí nên mùa đông ở Thanh Hóa thường ít lạnh hơn khu vực miền Bắc. Lượng nước trung bình hàng năm khoảng 1730–1980 mm, mưa nhiều tập trung vào thời kỳ từ tháng 5 đến tháng 10 âm lịch, còn từ tháng 11 đến tháng 4 năm sau lượng mưa chỉ dưới 15%.
- Nhiệt độ không khí: Tổng tích ôn trung bình hàng năm khoảng 86000C, nhiệt độ trung bình từ 23,6 °C đến 24,3 °C, mùa hè nhiệt độ có ngày cao tuyệt đối đến 40 °C, nhưng mùa đông có ngày nhiệt độ xuống thấp tới 5-6 °C.
- Độ ẩm không khí: trung bình 80-85%
- Nắng: hàng năm có khoảng 1700 giờ nắng, tháng nắng nhất là tháng 7, tháng có ít nắng là tháng 2 và tháng 3.
- Gió: Thành phố Thanh Hóa chỉ cách bờ biển Sầm Sơn 10 km đường chim bay, vì thế nó nằm vào tiểu vùng khí hậu đồng bằng ven biển, chính nhờ có gió biển mà những ngày có gió Lào, thời gian không khí bị hun nóng chỉ xảy ra từ 10 giờ sáng đến 12 giờ trưa là cùng.
- Bão: Theo chu kỳ từ 3-5 năm lại xuất hiện một lần từ cấp 9 đến cấp 10, cá biệt có năm cấp 11 đến cấp 12.
- Thủy văn: Hàng năm sông Mã đổ ra biển một khối lượng nước khá lớn khoảng 17 tỷ m³, ngoài ra vùng biển rộng còn chịu ảnh hưởng của thủy triều, đẩy nước mặn vào, khối nước vùng cửa sông và đồng ruộng ven biển bị nhiễm mặn.

## Tài nguyên thiên nhiên
Tỉnh Thanh Hóa đa dạng nguồn tài nguyên nhưng nhìn chung nguồn tài nguyên có trữ lượng không lớn, và thường phân bố không tập trung nên rất khó cho việc phát triển công nghiệp khai khoáng, trong tỉnh hiện tại mới chỉ có một số nhà máy đang tiến hành khai thác nguồn tài nguyên, như: nhà máy xi măng Bỉm sơn, xi măng Nghi sơn, phân bón Hàm rồng,... Đa số nguồn tài nguyên đang bị thất thoát do kiểm soát không chặt chẽ. Theo số liệu của Sở Tài nguyên và Môi trường Thanh Hóa đưa ra năm 2004 thì nguồn tài nguyên của tỉnh như sau:
- Đá vôi làm xi măng: trữ lượng 370 triệu tấn, chất lượng tốt, phân bố ở các huyện, thị xã : Quan Hóa, Cẩm Thủy, Thạch Thành, Bỉm Sơn, Hà Trung.
- Sét làm xi măng: Trữ lượng 85 triệu tấn, phân bố chủ yếu ở các huyện, thị xã : Hà Trung, Cẩm Thủy, Thạch Thành, Nghi Sơn.
- Sét làm gạch ngói: Trữ lượng trên 20 triệu khối, chất lượng tốt, phân bố chủ yếu ở các huyện, thị xã : Thạch Thành, Hà Trung, Thiệu Hóa, Yên Định, Thọ Xuân, Quảng Xương, Nghi Sơn.
- Sét cao nhôm: Trữ lượng 5 triệu tấn, làm gạch chịu lửa và gạch ốp lát.
- Cát xây dựng: Trữ lượng rất lớn, phân bố khắp tỉnh.
- Đá ốp lát: Trữ lượng 2-3 tỉ khối, chất lượng tốt có nhiều màu sắc đẹp, độ bền cao.
- Đá bọt: Làm phụ gia xi măng
- Quặng sắt: Có 5 mỏ đã được thăm dò, trữ lượng 3 triệu tấn.
- Quặng crom: Trữ lượng 21.898 triệu tấn (đặc biệt cả nước chỉ có ở Triệu Sơn và Ngọc Lặc của Thanh Hóa).
- Vàng sa khoáng: Tập trung ở Cẩm Thủy, Bá Thước, Thường Xuân.
- Vàng gốc: Tập trung chủ yếu ở làng Nèo huyện Bá Thước
- Đá quý, bán quý: Tập trung ở tây nam tỉnh, chưa có điều kiện kiểm chứng, khảo sát.
- Phốtphorit: Trữ lượng 1 triệu tấn, chất lượng trung bình.
- Serpentin: Trữ lượng 15 triệu tấn, chất lượng khá tốt.
- Đôlômit: Trữ lượng 4,7 triệu tấn, chất lượng rất tốt.
- Than đá: Trữ lượng không đáng kể
- Than bùn: Trữ lượng 2 triệu tấn, là nguyên liệu chính để làm phân bón vi sinh.
- Nước mặt: Với các sông lớn như sông Mã, sông Chu, sông Hoạt, sông Bưởi, sông Lạch Bạng, sông Yên,... Tổng chiều dài là 881 km, với tổng diện tích lưu vực là 39.756 km². Tổng lượng nước ngọt trung bình hàng năm là 19,52 tỷ m³.
- Muối biển: Nước biển Thanh Hóa có độ mặn cao 2,5-2,8% vào các tháng từ 11 đến tháng 6 năm sau, cao nhất là vào tháng giêng 3,2-3,3%.